# Гай Юлий Цезарь (историк)
Гай Юлий Цезарь (лат. Gaius Iulius Caesar; II век до н. э.) — римский патриций, предполагаемый прадед диктатора Гая Юлия Цезаря.

## Биография
Гай Юлий принадлежал к древнему патрицианскому роду Юлиев. Из-за отсутствия информации о его жизни практически ничего неизвестно, кроме краткого упоминания в «Словаре греческих и римских биографий и мифологии», созданном на основе античных источников английским лексикографом XIX века Уильямом Смитом. Согласно Смиту (со ссылкой на Друмана), предполагаемый прадед диктатора около 143 года до н. э. написал «Римскую историю» на греческом языке. Вполне возможно, что в данном случае имела место путаница — из «Истории от основания города» Тита Ливия известно, что в 142 году до н. э. свой труд по римской истории на греческом языке опубликовал известный политический деятель и историк Гай Ацилий Глабрион. При этом Ливий не упоминает никого с именем Гай Юлий в обозначенный отрезок времени.
Если Гай Юлий действительно являлся сыном Секста Юлия Цезаря, претора 208 года до н. э., то его братьями могли быть Луций Юлий Цезарь, претор 183 года до н. э., и Секст Юлий Цезарь, консул 157 года до н. э.